# The Sensual World
The Sensual World (data di pubblicazione: 16 ottobre 1989) è il sesto album di Kate Bush.

## Descrizione
Pubblicato nell'ottobre del 1989 è il sesto album di Kate Bush, raggiunse la 2 posizione massima in classifica. Album molto personale e visionario, come i precedenti lavori, abbandona però le sonorità sperimentali proponendo soltanto alcune tracce contenenti effetti sonori digitali (Deeper Understanding) e combinazioni sonore particolari (Rocket's Tail).
La traccia che porta il nome dell'album, The Sensual World, si ispira apertamente al monologo di Molly Bloom dell'Ulisse di James Joyce e parla delle forti sensazioni che prova un personaggio bidimensionale di un libro che si ritrova nella realtà, nel mondo dei "sensi". Deeper Understanding è una canzone il cui testo parla del rapporto maniacale tra utente e computer che finisce con il condizionare la vita sentimentale del protagonista del pezzo (all'epoca, nel 1989 i PC non erano ancora molto diffusi). La canzone Rocket's Tail è cantata quasi completamente con un sottofondo di cori intessuti dal Trio Bulgarka.
Kate Bush si avvale nell'album della collaborazione di diversi musicisti e direttori d'orchestra tra cui Michael Kamen. È probabilmente per queste collaborazioni che gli archi sono molto utilizzati (The Fog), al pari del classico pianoforte (This Woman's Work).
I singoli prodotti dall'album furono in ordine: The Sensual World, This Woman's Work, scelto come colonna sonora del film con Kevin Bacon e Elizabeth McGoven: Un amore rinnovato (tesoro è in arrivo un bebè), e Love and anger, uscito solo nel 1990. Il primo dei tre singoli raggiunse la top five in diversi paesi; anche This Woman's Work fece registrare un buon successo di vendite.

## Re-interpretazioni inDirector's Cut
Quattro dei dodici brani dell'album verranno riproposti, ognuno con una nuova interpretazione nell'album Director's Cut del 2011. Il brano The Sensual World viene rinominato Flower of the Mountain.
Il brano Deeper Understanding è reso disponibile come "singolo" poche settimane prima dell'uscita di Director's Cut.

## Tracce
1. The Sensual World – 3:57
2. Love and Anger – 4:42
3. The Fog – 5:04
4. Reaching Out – 3:11
5. Heads We're Dancing – 5:17
6. Deeper Understanding – 4:46
7. Between a Man and a Woman – 3:29
8. Never be Mine – 3:43
9. Rocket's Tail – 4:06
10. This Woman's Work – 3:32
11. Walk Straight Down the Middle – 3:48

## Classifiche
| Classifica (1989/90) | Posizione massima |
| -------------------- | ----------------- |
| Australia            | 30                |
| Canada               | 14                |
| Francia              | 38                |
| Germania             | 10                |
| Giappone             | 18                |
| Italia               | 14                |
| Norvegia             | 7                 |
| Nuova Zelanda        | 27                |
| Paesi Bassi          | 16                |
| Regno Unito          | 2                 |
| Stati Uniti          | 43                |
| Svezia               | 17                |
| Svizzera             | 11                |